# Абдурахманов Абдуджабар Абдуджабарович
Абдуджабар Абдуджабарович Абдурахманов (нар. 1907, місто Ташкент, тепер Республіка Узбекистан — 3 жовтня 1975, місто Москва, Російська Федерація) — радянський партійний діяч, голова Ради Народних Комісарів—Ради Міністрів Узбецької РСР. Член Бюро ЦК КП(б) Узбекистану у липні 1938 — серпні 1950 р. Член Центральної Ревізійної Комісії ВКП(б) у 1939—1952 р. Депутат Верховної Ради СРСР 1-3-го скликань (з 1941 року).

## Життєпис
Народився в багатодітній родині покрівельника (візника). У раньому дитинстві втратив батьків. З 1919 року навчався в школі-інтернаті міста Ташкента, де здобув початкову освіту. У 1924 році вступив до комсомолу.
У вересні 1924 — лютому 1925 р. — практикант із налагодження ткацьких машин Реутовської прядильної фабрики Московської губернії. У березні 1925 — лютому 1928 р. — учень школи фабрично-заводського навчання і ремонтник прядильних машин прядильно-ткацької фабрики «Красный Восток» міста Зарайська Рязанської губернії.
У березні 1928 — вересні 1929 р. — монтер із установки машин Ферганської прядильно-ткацької фабрики імені Дзержинського Узбецької РСР.
Член ВКП(б) з листопада 1928 року.
У жовтні 1929 — квітні 1930 р. — керуючий управління Кокандської окружної контори «Узбекторгу».
У травні 1930 — лютому 1931 р. — відповідальний секретар Маргіланського міського комітету КП(б) Узбекистану. У березні — жовтні 1931 р. — відповідальний секретар Ферганського міського комітету КП(б) Узбекистану. У листопаді 1931 — січні 1934 р. — відповідальний секретар Янгіюльського районного комітету КП(б) Узбекистану.
У лютому — травні 1934 р. — заступник директора прядильно-ткацької фабрики імені Дзержинського міста Фергани Узбецької РСР. У червні 1934 — жовтні 1935 р. — директор санаторію «Узбекистан» у місті Ялта Кримської АРСР.
У листопаді 1935 — березні 1938 р. — слухач Промислової академії у місті Іваново. Закінчив два з половиною курси.
У березні — травні 1938 р. — 1-й секретар Кокандського міського комітету КП(б) Узбекистану.
У травні — липні 1938 р. — 1-й секретар Бухарського обласного комітету КП(б) Узбекистану.
23 липня 1938 — 24 квітня 1950 року — голова Ради народних комісарів (з 1946 року Ради міністрів) Узбецької РСР.
У квітні 1950 — травні 1951 р. — слухач курсів перших секретарів обкомів при ЦК ВКП(б) у Москві.
У травні 1951 — березні 1953 р. — заступник міністра радгоспів СРСР. У березні — вересні 1953 р. — начальник Головного управління бавовняних і каракулівницьких радгоспів Міністерства сільського господарства і заготівель СРСР. У вересні 1953 — серпні 1954 р. — начальник Головного управління каракулівницьких радгоспів Міністерства радгоспів СРСР.
У 1954 — 10 серпня 1956 року — заступник голови Ради міністрів Узбецької РСР — голова Державної планової комісії Узбецької РСР.
До листопада 1956 року — заступник голови Державної планової комісії Узбецької РСР.
У листопаді 1956 — серпні 1958 р. — директор павільйону «Узбекистан» на Всесоюзній сільськогосподарській виставці у Москві. У серпні 1958 — червні 1960 р. — директор, головний методист павільйону «Узбекистан» на Виставці досягнень народного господарства СРСР у Москві.
У червні 1960 — липні 1964 р. — радник із економічних питань посольства СРСР у Демократичній Республіці В'єтнам.
У липні 1964 — травні 1965 р. — не працював через хворобу, проживав у Москві. У червні — серпні 1965 р. — головний спеціаліст відділу соціалістичних країн Державного комітету Ради Міністрів СРСР із зовнішньоекономічних зв'язків. У серпні — жовтні 1965 р. — на пенсії у Москві.
19 жовтня 1965 — 12 січня 1971 року — міністр місцевої промисловості Узбецької РСР.
12 січня 1971 — 3 жовтня 1975 року — постійний представник Ради Міністрів Узбецької РСР при Раді Міністрів СРСР у Москві.
Помер 3 жовтня 1975 року в Москві.

## Нагороди
- чотири ордени Леніна (21.01.1939,)
- орден Вітчизняної війни І-го ст.
- орден Трудового Червоного Прапора
- медаль «За оборону Кавказу»
- медалі